# 365130 Birnfeld
365130 Birnfeld este o planetă minoră (asteroid) din centura de asteroizi. A fost descoperită pe 23 februarie 2009 la Observatorio de Calar Alto⁠(d) de Felix Hormuth⁠(d). 
Obiectul prezintă o orbită caracterizată de o semiaxă mare de 2,3419965347406 UAi, o excentricitate de 0,14, o înclinație de 6,8 ° în raport cu ecliptica.